# Seattle Seahawks 2020
La stagione 2020 dei Seattle Seahawks è stata la 45ª della franchigia nella National Football League, la 19ª giocata al Lumen Field (precedentemente conosciuto come CenturyLink Field) e la decima con Pete Carroll come capo-allenatore. Con una vittoria sul Washington Football Team nella settimana 15, i Seahawks si qualificarono per i playoff per il terzo anno consecutivo. Con una vittoria nella settimana 17 contro i San Francisco 49ers, migliorarono il record di 11-5 della stagione precedente. Per la prima volta nella storia della franchigia, i Seahawks iniziarono con un record di 5–0. Dopo una vittoria nella settimana 16 sui Los Angeles Rams, la squadra vinse il suo primo titolo di division dal 2016.
Nel turno delle wild card, i Seahawks furono sconfitti dai Rams 30–20. Fu la prima sconfitta casalinga della squadra nell'era Wilson/Carroll e la prima in casa dal 2004, sempre contro i Rams.
Prima dell'inizio della stagione i Seahawks operarono uno scambio di alto profilo con i New York Jets acquisendo la safety All-Pro Jamal Adams e una scelta del quarto giro per due scelte del primo giro, la safety Bradley McDougald e una scelta del terzo giro.
I Seahawks furono l'unica squadra a non avere avuto alcun giocatore a risultare positivo al COVID-19 durante la stagione. A causa della pandemia, tutte le gare interne furono disputate senza pubblico.
Wilson guidava la lega in passaggi da touchdown con 28 dopo nove turni mentre Seattle guidava la lega con 34 punti segnati di media a partita. Wilson però passò solamente 12 touchdown nelle ultime 8 giornate e la media punti scese a 22,6 punti a partita. La squadra stabilì un record di franchigia di 459 punti segnti, superando i 452 del 2005 team. Alla fine della stagione il coordinatore offensivo Brian Schottenheimer fu licenziato con Carroll che citò “differenza filosofiche”. 
I Seahawks erano sulla strada per terminare con la peggior difesa della storia della NFL con 2.356 yard concesse nella prima metà della stagione, trentaduesimi e ultimi nella lega. Tuttavia la difesa migliorò nella seconda metà grazie all'acquisto dai Bengals del defensive end Carlos Dunlap e i ritorni della safety Jamal Adams e dei cornerback D.J. Reed e Shaquill Griffin dagli infortuni. Adams stabilì un nuovo record NFL per un defensive back con 9,5 sack in stagione.
Il 19 novembre 2020, il CenturyLink Field cambiò nome in Lumen Field.
Il 6 febbraio 2021, Russell Wilson fu nominato Walter Payton NFL Man of the Year, il secondo Seahawk a ricevere tale onore dopo Steve Largent.

## Scelte nel Draft 2020

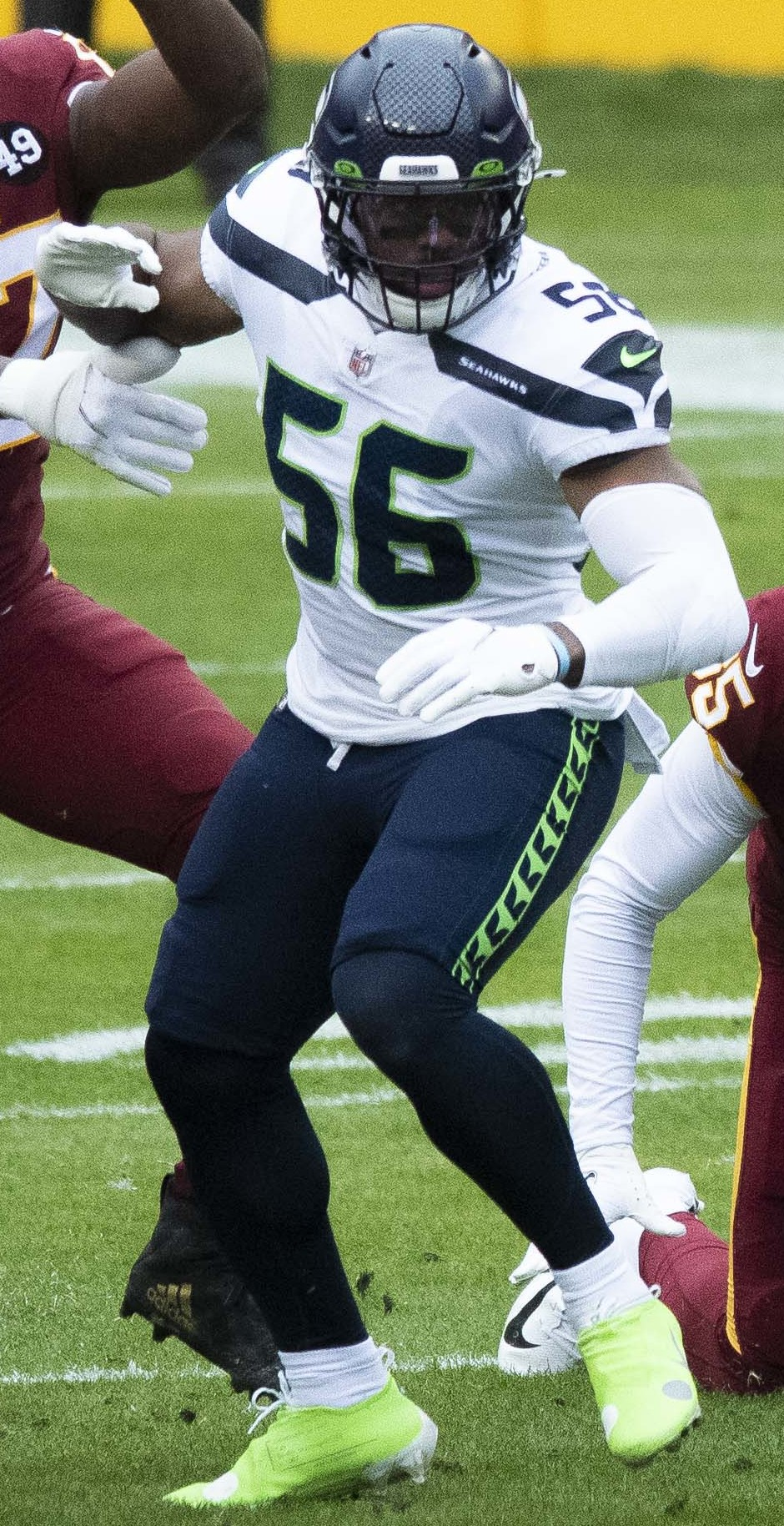
Jordyn Brooks fu la scelta del primo giro dei Seahawks nel 2020

| Scelte dei Seahawks nel Draft 2020 |        |                  |       |            |
| Giro                               | Scelta | Giocatore        | Ruolo | College    |
| 1                                  | 27     | Jordyn Brooks    | LB    | Texas Tech |
| 2                                  | 48     | Darrell Taylor   | DE    | Tennessee  |
| 3                                  | 69     | Damien Lewis     | OG    | LSU        |
| 4                                  | 133    | Colby Parkinson  | TE    | Stanford   |
| 4                                  | 144    | DeeJay Dallas    | RB    | Miami      |
| 5                                  | 148    | Alton Robinson   | DE    | Syracuse   |
| 6                                  | 214    | Freddie Swain    | WR    | Florida    |
| 7                                  | 251    | Stephen Sullivan | TE/WR | LSU        |

## Staff
| Staff dei Seattle Seahwaks nel 2020 |
| --- |
| Organi dirigenziali - Proprietario – Fondo di Paul G. Allen - Esecutrice/Chairwoman – Jody Allen - Presidente – Chuck Arnold - Vice presidente esecutivo/general manager – John Schneider - Vice presidente dell'amministrazione del football – Matt Thomas - Co-direttore del personale dei giocatori – Scott Fitterer - Co-direttore del personale dei giocatori – Trent Kirchner - Direttore degli osservatori del college – Matt Berry - Direttore del personale professionistico – Nolan Teasley - Dirigente del personale – Alonzo Highsmith - Consulente del football – Steve Hutchinson Capo allenatore - Pete Carroll - Assistente c.a./defensive line – Clint Hurtt Altri allenatori - Preparatore atletico – Ivan Lewis - Assistente p.a. – Jamie Yanchar - Assistente p.a. – Thomas Garcia - Assistente p.a. – Mark Philipp - Assistente p.a. – Grant Steen Allenatori dell'attacco - Coordinatore offensivo – Brian Schottenheimer - Coordinatore gioco sui passaggi – Dave Canales - Coordinatore gioco sulle corse – Brennan Carroll - Quarterback – Austin Davis - Running back – Chad Morton - Wide receiver – Nate Carroll - Assistente wide receiver – Brad Idzik - Tight end – Pat McPherson - Offensive line – Mike Solari - Assistente offensive line – Pat Ruel - Assistente senior – Sanjay Lal - Assistente – Keli'i Kekuewa - Assistente – Kerry Joseph Allenatori della difesa - Coordinatore difensivo: Ken Norton Jr. - Coordinatore gioco sui passaggi – Andre Curtis - Linebacker – John Glenn - Secondary/specialista nickel – Nick Sorensen - Assistente/defensive line – Damione Lewis - Assistente/linebacker – Aaron Curry - Controllo qualità – Tom Donatell Allenatori dello special team - Coordinatore special team: Brian Schneider - Assistente special team: Larry Izzo |

## Roster
| Roster dei Seattle Seahawks nel 2020 |
| --- |
| Quarterback - 6 Jake Luton - 7 Geno Smith - 3 Russell Wilson Running Back - 44 Nick Bellore FB - 32 Chris Carson - 41 Alex Collins - 31 DeeJay Dallas - 25 Travis Homer - 20 Rashaad Penny Wide Receiver - 1 D'Wayne Eskridge - 16 Tyler Lockett - 14 D.K. Metcalf - 18 Freddie Swain Tight End - 89 Will Dissly - 81 Gerald Everett - 84 Colby Parkinson Offensive Linemen - 76 Duane Brown T - 74 Jake Curhan T - 78 Stone Forsythe T - 61 Kyle Fuller C - 66 Gabe Jackson G - 73 Jamarco Jones T - 68 Damien Lewis G - 70 Cedric Ogbuehi T - 77 Ethan Pocic C - 72 Brandon Shell T - 64 Dakoda Shepley T Defensive Linemen - 91 L.J. Collier DE - 8 Carlos Dunlap DE - 97 Poona Ford DT - 94 Rasheem Green DE - 51 Kerry Hyder DE - 95 Benson Mayowa DE - 90 Bryan Mone DT - 98 Alton Robinson DE - 52 Darrell Taylor DE - 99 Al Woods DT Linebacker - 57 Cody Barton MLB - 56 Jordyn Brooks OLB - 54 Bobby Wagner MLB Defensive Back - 33 Jamal Adams SS - 28 Ugo Amadi FS - 27 Marquise Blair SS - 22 Tre Brown CB - 6 Quandre Diggs FS - 21 Tre Flowers CB - 23 Sidney Jones CB - 26 Ryan Neal SS - 9 D.J. Reed CB - 39 Nigel Warrior S Special Team - 4 Michael Dickson P - 5 Jason Myers K - 69 Tyler Ott LS Lista delle riserve - 55 Ben Burr-Kirven OLB (IR) - 15 John Ursua WR (IR) - 48 Marcus Webb DE (IR) Squadra di allenamento - 67 Myles Adams DT - 75 Greg Eiland T - 17 Aaron Fuller - 19 Penny Hart WR - 62 Jarrod Hewitt DT - 88 Cade Johnson WR - 34 Josh Johnson RB - 62 Pier-Olivier Lestage G - 85 Tyler Mabry TE - 92 Robert Nkemdiche DE - 35 John Reid CB - 59 Jon Rhattigan OLB - 11 Cody Thompson WR Roster aggiornato al 2 settembre 2021 55 attivi, 3 inattivi, 13 nella squadra di allenamento |
| Legenda - I rookie sono in corsivo. - Il primo ruolo è il principale mentre gli eventuali successivi indicano i ruoli secondari. - (IR) sta per Injured Reserve ed indica la lista ristretta per un solo giocatore infortunato che può tornare ad allenarsi dopo la settimana 6 e a rientrare in prima squadra dopo che questa ha giocato 8 partite. - (NF-Inj.) / (NF-Ill.) stanno rispettivamente per Non-Football Injured e Non-Football Illness ed indicano le liste dove viene inserito un giocatore che ha un infortunio o una malattia non dipendente dal football americano. - (PUP) sta per Physically Unable to Perform ed indica la lista dove viene inserito un giocatore mentre è in attesa di recuperare la condizione fisica. Nella stagione regolare dopo la sesta partita giocata dalla propria squadra, il giocatore ha tempo tre settimane per riprendere ad allenarsi, più tre settimane aggiuntive dal suo rientro agli allenamenti per rientrare in prima squadra. |

## Partite

### Pre-stagione
Il calendario della fase prestagionale è stato annunciato il 7 maggio 2020. Tuttavia, il 27 luglio 2020, il commissioner della NFL Roger Goodell ha annunciato la cancellazione totale della prestagione, a causa della pandemia di Covid-19.

### Stagione regolare
| Stagione regolare |                    |                    |                             |                    |                    |                         |                       |                    |
| Turno             | Data               | Ora                | Avversario                  | Risultato          | Record             | Stadio                  | TV                    | Sintesi            |
| 1                 | 13 settembre       | 10:00 a.m          | at Atlanta Falcons          | V 38–25            | 1–0                | Mercedes-Benz Stadium   | Fox                   | Recap              |
| 2                 | 20 settembre       | 5:20 p.m           | New England Patriots        | V 35–30            | 2–0                | CenturyLink Field       | NBC                   | Recap              |
| 3                 | 27 settembre       | 1:25 p.m           | Dallas Cowboys              | V 38–31            | 3–0                | CenturyLink Field       | Fox                   | Recap              |
| 4                 | 4 ottobre          | 10:00 a.m          | at Miami Dolphins           | V 31–23            | 4–0                | Hard Rock Stadium       | Fox                   | Recap              |
| 5                 | 11 ottobre         | 5:20 p.m           | Minnesota Vikings           | V 27–26            | 5–0                | CenturyLink Field       | NBC                   | Recap              |
| 6                 | Settimana di pausa | Settimana di pausa | Settimana di pausa          | Settimana di pausa | Settimana di pausa | Settimana di pausa      | Settimana di pausa    | Settimana di pausa |
| 7                 | 25 ottobre         | 1:05 p.m           | at Arizona Cardinals        | S 34–37 (dts)      | 5–1                | State Farm Stadium      | Fox                   | Recap              |
| 8                 | 1º novembre        | 1:25 p.m           | San Francisco 49ers         | V 37–27            | 6–1                | CenturyLink Field       | Fox                   | Recap              |
| 9                 | 8 novembre         | 10:00 am           | at Buffalo Bills            | S 34–44            | 6–2                | New Era Field           | Fox                   | Recap              |
| 10                | 15 novembre        | 1:25 pm            | at Los Angeles Rams         | S 16–23            | 6–3                | SoFi Stadium            | Fox                   | Recap              |
| 11                | 19 novembre        | 5:20 pm            | Arizona Cardinals           | V 28–21            | 7–3                | Lumen Field             | Fox/NFLN/Amazon Prime | Recap              |
| 12                | 30 novembre        | 5:15 pm            | at Philadelphia Eagles      | V 23–17            | 8–3                | Lincoln Financial Field | ESPN                  | Recap              |
| 13                | 6 dicembre         | 1:05 pm            | New York Giants             | S 12–17            | 8–4                | Lumen Field             | Fox                   | Recap              |
| 14                | 13 dicembre        | 1:05 pm            | New York Jets               | V 40–3             | 9–4                | Lumen Field             | CBS                   | Recap              |
| 15                | 20 dicembre        | 10:00 am           | at Washington Football Team | V 20–15            | 10–4               | FedExField              | Fox                   | Recap              |
| 16                | 27 dicembre        | 1:05 pm            | Los Angeles Rams            | V 20–9             | 11–4               | Lumen Field             | CBS                   | Recap              |
| 17                | 3 gennaio          | 1:25 pm            | at San Francisco 49ers      | V 26–23            | 12–4               | State Farm Stadium      | Fox                   | Recap              |

Note: gli avversari della propria division sono in grassetto.

### Playoff
| Playoff   |                |                      |           |        |             |         |
| Turno     | Data           | Avversario (seed)    | Risultato | Record | Stadio      | Sintesi |
| Wild Card | 9 gennaio 2021 | Los Angeles Rams (6) | S 20–30   | 0–1    | Lumen Field | Recap   |

## Riassunti delle partite

### Stagione regolare

#### Settimana 1: at Atlanta Falcons
| Atlanta 14 settembre 2020, ore 19.00 | Seattle Seahawks | 38 – 25 (14-3, 0-9, 14-0, 10-13) referto | Atlanta Falcons | Mercedes-Benz Stadium (0 spett.)\| Arbitro: \| Shawn Hochuli \| |
| Arbitro:                             | Shawn Hochuli    |                                          |                 |                                                                 |

I Seahawks aprirono la stagione 2020 in un Mercedes-Benz Stadium deserto a causa della pandemia di COVID-19. Seattle si portò in vantaggio per 14-3 con un paio di passaggi da touchdown di Russell Wilson a Chris Carson. Atlanta accorciò a 14-9 alla fine del primo tempo ma Seattle prese il largo nel terzo periodo e andò a vincere per 38-25. Wilson in questa partita divenne il secondo giocatore della storia a passare 30.000 yard e a correrne altre 4.000 dopo Steve Young e venne premiato come giocatore offensivo della NFC della settimana e come quarterback della settimana dopo avere completato 31 passaggi su 35 per 322 yard e 4 touchdown. Il nuovo arrivo Jamal Adams guidò la squadra con 12 tackle e un sack.

#### Settimana 2: New England Patriots
| Seattle 21 settembre 2020, ore 2.20 | New England Patriots | 30 – 35 (7-7, 7-7, 3-14, 13-7) referto | Seattle Seahawks | CenturyLink Field (0 spett.)\| Arbitro: \| Craig Wrolstad \| |
| Arbitro:                            | Craig Wrolstad       |                                        |                  |                                                              |

Nella prima partita in casa della stagione i Seahawks affrontarono i Patriots del nuovo quarterback Cam Newton. Al secondo passaggio della partita Wilson fu intercettato da Devin McCourty che ritornò il pallone per 43 yard in touchdown. Si rifece nel resto del primo tempo, chiuso sul 14-14, passando due touchdown di cui uno da 54 yard per D.K. Metcalf che batté la marcatura diretta del difensore dell'anno in carica Stephon Gilmore. Nel secondo tempo Wilson passò altri tre touchdown, portandosi sul 35-23. I Patriots accorciarono sul 35-30 e nel drive finale si avvicinarono pericolosamente alla end zone fino a che il tentativo di corsa finale fu bloccato da un placcaggio messo a segno in coabitazione da L.J. Collier e Lano Hill sulla linea delle 1 yard. Seattle si portò così su un record di 2-0. Wilson passò 5 touchdown a cinque ricevitori diversi. Il punter Michael Dickson fu premiato come miglior giocatore degli special team della NFC della settimana dopo avere calciato 4 punt a una media di 50 yard l'uno, tutti dentro le 20 yard avversarie e il più lungo dei quali da 63 yard.

#### Settimana 3: Dallas Cowboys
| Seattle 27 settembre 2020, ore 22.25 | Dallas Cowboys | 31 – 38 (9-9, 14-6, 7-7, 9-8) referto | Seattle Seahawks | CenturyLink Field (0 spett.)\| Arbitro: \| Carl Cheffers \| |
| Arbitro:                             | Carl Cheffers  |                                       |                  |                                                             |

Dopo una field goal di Dallas e un passaggio da touchdown da Wilson a Tyler Lockett, Seattle segnò una safety quando Bryan Mone placcò Ezekiel Elliott nella end zone. In un primo tempo equilibrato le squadre segnarono un altro touchdown a testa prima che Shaquill Griffin intercettasse il quarterback avversario Dak Prescott, azione da cui scaturì la marcatura dei Seahawks che fece chiudere la prima frazione sul 23-15. Il vantaggio sarebbe potuto essere ancora più largo se D.K. Metcalf non avesse commesso un fumble dopo avere ricevuto un lungo passaggio da Wilson, trotterellando verso la end zone e permettendo al difensore di Dallas di recuperare. Nel primo drive del secondo tempo Seattle andò a segno con Jacob Hollister su ricezione, andando sul 30-15. Da quel momento però Dallas si rifece sotto, portandosi in vantaggio per 31-30 nell'ultimo quarto. Wilson si trovò così a orchestrare il drive della vittoria che si concluse con un touchdown da 29 yard di Metcalf, convertendo la successiva azione da 2 punti. Prescott provò ad imitare Wilson ma fu intercettato nella end zone da Ryan Neal a 6 secondi dal termine. Seattle partì così per la settima volta nella sua storia con un record di 3-0. Wilson, come nella settimana precedente, passò 5 touchdown, stabilendo un record NFL con 14 nelle prime tre giornate di campionato. Per questa prestazione fu premiato per la seconda volta in stagione come giocatore offensivo della NFC della settimana e come quarterback della settimana. Lockett segnò un record in carriera di 3 touchdown su ricezione, il primo giocatore di Seattle a riuscirvi da Doug Baldwin nel 2016.

#### Settimana 4: at Miami Dolphins
| Miami Gardens 4 ottobre 2020, ore 19.00 | Seattle Seahawks | 31 – 23 (10-3, 7-6, 0-3, 14-11) referto | Miami Dolphins | Hard Rock Stadium (12.369 spett.)\| Arbitro: \| Scott Novak \| |
| Arbitro:                                | Scott Novak      |                                         |                |                                                                |

La partita si aprì con un intercetto di Ryan Neal su Ryan Fitzpatrick e l'azione che ne seguì si concluse con un touchdown da una yard di Chris Carson, il suo primo su corsa della stagione. Il primo tempo sembrava destinato a chiudersi sul 10-9 per Seattle ma Wilson nel finale orchestrò un drive da soli 21 secondi che si concluse con il passaggio da touchdown per Travis Homer, alla prima marcatura in carriera. Nel secondo tempo Seattle parve destinata a prendere il largo ma Wilson si fece intercettare nella end zone. Miami accorciò sul 17-15 con due field goal prima che Wilson passasse il secondo TD di giornata. Dopo un intercetto di Shaquill Griffin, Seattle segnò il touchdown della tranquillità, ancora su corsa di Carson. Con un risultato finale di 31-23, i Seahawks partirono per la seconda volta nella loro storia con un record di 4-0 dopo la stagione 2013, quando vinsero il Super Bowl. Fu la prima vittoria a Miami dal 1996. Wilson con due passaggi da touchdown salì a quota 16, pareggiando il record di Peyton Manning del 2013 per le prime quattro giornate.

#### Settimana 5: Minnesota Vikings
| Seattle 12 ottobre 2020, ore 2.20 | Minnesota Vikings | 26 – 27 (7-0, 6-0, 6-21, 7-6) referto | Seattle Seahawks | CenturyLink Field (0 spett.)\| Arbitro: \| Tony Corrente \| |
| Arbitro:                          | Tony Corrente     |                                       |                  |                                                             |

Il primo tempo fu a senso unico, con i Vikings che chiusero in vantaggio per 13-0. Nel secondo Seattle segnò tre touchdown in meno di due minuti, portandosi in vantaggio per 21-13. Minnesota si rifece sotto con due touchdown passati da Kirk Cousins ad Adam Thielen tornando in vantaggio per 26-21. Nel finale i Vikings marciarono nuovamente verso la end zone ma su una situazione di quarto down optarono per non calciare un field goal, tentando di guadagnare un primo down e segnare il touchdown della vittoria. La difesa di Seattle invece resistette così il pallone tornò in mano a Russell Wilson che guidò un drive da un minuto e 42 secondi che si concluse con il passaggio da touchdown della vittoria per Metcalf su una situazione di quarto down a 15 secondi dal termine. Seattle arrivò così alla settimana di pausa su un record di 5-0 per la prima volta nella sua storia. Per Wilson fu la 30ª rimonta nel quarto periodo in carriera, il massimo dal suo arrivo nella lega dal 2012.

#### Settimana 7: at Arizona Cardinals
| Glendale 26 ottobre 2020, ore 1.20 | Seattle Seahawks | 34 – 37 (10-7, 17-10, 0-7, 7-10, 0-3) referto | Arizona Cardinals | State Farm Stadium (1.200 spett.)\| Arbitro: \| John Hussey \| |
| Arbitro:                           | John Hussey      |                                               |                   |                                                                |

Dopo la settimana di pausa i Seahawks persero ai supplementari contro gli Arizona Cardinals in una gara in cui gli avversari non furono mai in vantaggio sino alla marcatura finale. A decidere la partita fu un field goal da 48 yard di Zane Gonzalez. Tyler Lockett segnò tre touchdown e ricevette 200 yard, il secondo risultato della storia della franchigia. Con tre touchdown Wilson pareggiò il record di Peyton Manning nelle prime sei partite di campionato della propria squadra salendo a quota 22 ma subì anche tre intercetti.

#### Settimana 8: San Francisco 49ers
| Seattle 1º novembre 2020, ore 10.25 | San Francisco 49ers | 27 – 37 (0-6, 7-7, 0-14, 20-10) referto | Seattle Seahawks | CenturyLink Field (0 spett.)\| Arbitro: \| Craig Wrolstad \| |
| Arbitro:                            | Craig Wrolstad      |                                         |                  |                                                              |

Dopo due punt di Seattle e uno di San Francisco, il rientrante D.J. Reed intercettò Jimmy Garoppolo e nella successiva azione Seattle segnò il suo primo touchdown con un passaggio da 46 yard da Wilson a Metcalf. Nel secondo quarto le due squadre segnarono un touchdown a testa, chiudendo il primo tempo sul 13-7 per i padroni di casa. Nel terzo quarto Seattle prese il largo segnando 17 punti e portandosi sul 30-7. Garoppolo si infortunò a una caviglia e al suo posto entrò Nick Mullens che tentò di guidare i 49ers alla rimonta ma i Seahawks segnarono il touchdown della tranquillità con DeeJay Dallas. La partita si chiuse sul risultato di 37-27. Wilson con 4 touchdown passati divenne il terzo giocatore della storia a passarne 250 nelle prime nove stagioni in carriera. D.K. Metcalf terminò con i nuovi primati personali in ricezioni (12) e yard ricevute (161). Bobby Wagner guidò la squadra con 11 tackle e 2 sack, venendo premiato come miglior difensore della NFC della settimana.

#### Settimana 9: at Buffalo Bills
| Orchard Park 8 novembre 2020, ore 19.00 | Seattle Seahawks | 34 – 44 (0-14, 10-10, 10-3, 14-17) referto | Buffalo Bills | Bills Stadium (0 spett.)\| Arbitro: \| Shawn Smith \| |
| Arbitro:                                | Shawn Smith      |                                            |               |                                                       |

Seattle si presentò a Buffalo recuperando Jamal Adams in difesa e con l'aggiunta del nuovo arrivo Carlos Dunlap ma dovette ancora fare a meno del running back Carson e di Shaquill Griffin. I Bills furono in vantaggio da primi secondi e vi rimasero anche tutta la partita, toccando anche un vantaggio di +17. I Seahawks continuarono ad essere zavorrati da una difesa inefficiente a livelli storici mentre Wilson perse quattro palloni a causa di due intercetti e due fumble. Buffalo vinse una partita mai in discussione per 44-34.

#### Settimana 10: at Los Angeles Rams
| Inglewood 15 novembre 2020, ore 22.25 | Seattle Seahawks | 16 – 23 (7-10, 6-7, 0-6, 3-0) referto | Los Angeles Rams | SoFi Stadium (0 spett.)\| Arbitro: \| Clete Blakeman \| |
| Arbitro:                              | Clete Blakeman   |                                       |                  |                                                         |

I Seahawks si presentarono alla sfida con i Rams con il miglior attacco della NFL per media punti segnati ma segnarono solamente 16 punti e persero la seconda gara consecutiva. Tra le poche note positive il kicker Jason Myers che segnò un field goal dalla distanza di 61 yard allo scadere del primo tempo, stabilendo un nuovo record di franchigia. Seattle abbandonò così per la prima volta in stagione la testa della division, scendendo al terzo posto.

#### Settimana 11: Arizona Cardinals
| Seattle 20 novembre 2020, ore 2.20 | Arizona Cardinals | 21 – 28 (0-7, 7-9, 7-7, 7-5) referto | Seattle Seahawks | Lumen Field (0 spett.)\| Arbitro: \| Tony Corrente \| |
| Arbitro:                           | Tony Corrente     |                                      |                  |                                                       |

Dopo due sconfitte consecutive i Sehawks si trovarono ad affrontare i Cardinals in una sfida fondamentale per restare in corsa per la division. Il primo tempo si chiuse in vantaggio per 16-7 con un paio di touchdown di Wilson per Metcalf e Lockett. Nel secondo Arizona accorciò a 16-14 ma Seattle rispose con un touchdown su corsa del rientrate Carlos Hyde tornando sul 23-14. La gara si chiuse sul 28-21 per Seattle che tornò alla vittoria. Trascinatore della difesa fu Carlos Dunlap che mise a segno due sack, incluso quello a sei secondi dal termine su Kyler Murray su una situazione di quarto down che chiuse la partita.

#### Settimana 12: at Philadelphia Eagles
| Filadelfia 30 novembre 2020, ore 2.15 | Seattle Seahawks | 23 – 17 (0-0, 14-6, 3-3, 6-8) referto | Philadelphia Eagles | Lincoln Financial Field (0 spett.)\| Arbitro: \| Brad Allen \| |
| Arbitro:                              | Brad Allen       |                                       |                     |                                                                |

Nel primo quarto Seattle optò per convertire un paio di quarti down, non riuscendovi. Si portò in vantaggio nel secondo con un passaggio da touchdown da Wilson a David Moore, a cui ne seguì uno con una corsa da 16 yard del rientrante Chris Carson che sfondò centralmente la difesa avversaria trascinandola fino alla end zone. Philadelphia accorciò sul 14-6 con un touchdown da Carson Wentz a Dallas Goedert dopo di che fallì il tentativo di extra point, chiudendo il primo tempo. Nel secondo le squadre si scambiarono un paio di field goal dopo di che avvenne l'unico intercetto di giornata, ad opera di Quandre Diggs nella end zone su un passaggio fuori misura di Wentz. Seattle segnò gli ultimi punti con un field goal. Un ultimo touchdown degli Eagles e la successiva conversione da due punti portò il risultato sul 23-17 finale. Seattle tornò così alla vetta solitaria della NFC West grazie alla contemporanea sconfitta dei Rams contro i 49ers. D.K. Metcalf ricevette un nuovo primato personale di 177 yard distribuite su 10 passaggi.

#### Settimana 13: New York Giants
| Seattle 6 dicembre 2020, ore 22.05 | New York Giants | 17 – 12 (0-3, 0-2, 14-0, 3-7) referto | Seattle Seahawks | Lumen Field (0 spett.)\| Arbitro: \| Craig Wrolstad \| |
| Arbitro:                           | Craig Wrolstad  |                                       |                  |                                                        |

I Giants (4-7) si presentarono alla partita senza il quarterback titolare Daniel Jones, infortunato, sostituito da Colt McCoy. Seattle dal canto suo era una delle due squadre della lega ancora imbattute in casa, assieme a Pittsburgh. I Seahawks combinarono poco nel primo tempo, chiuso sul 5-0 grazie a un field goal e a una safety ottenuta su un punt bloccato. Ancora peggio fecero nel secondo tempo, collassando nel terzo quarto quando subirono 2 touchdown. Dopo un touchdown di Carson nel quarto periodo, la squadra tentò la rimonta con un Hail Mary pass che non andò a buon fine, perdendo la partita e la testa della division.

#### Settimana 14: New York Jets
| Seattle 13 dicembre 2020, ore 22.05 | New York Jets | 3 – 40 (3-7, 0-16, 0-14, 0-3) referto | Seattle Seahawks | Lumen Field (0 spett.)\| Arbitro: \| Scott Novak \| |
| Arbitro:                            | Scott Novak   |                                       |                  |                                                     |

Dopo la brutta sconfitta con i Giants, al Lumen Field si presentarono i New York Jets, l'unica squadra della lega ancora senza vittorie (0-12). Il primo possesso fu degli avversari che segnarono gli unici 3 punti della loro giornata. Seattle passò due touchdown nel primo tempo e ne segnò un terzo su corsa con Carson. La prima frazione si chiuse sul 23-3 per i padroni di casa, complice il fatto che il kicker dei Jets Sergio Castillo sbagliò tre field goal consecutivi. Nel secondo tempo Wilson passò altri due touchdown fissando il risultato sul 37-3, prima di venire sostituito da Geno Smith nel finale del terzo quarto. Smith guidò la squadra a segnare un ultimo field goal per il 40-3 finale. Jamal Adams con un sack contro la sua ex squadra giunse a quota 8,5 in stagione, un nuovo record NFL per un defensive back.

#### Settimana 15: at Washington Football Team
| Landover 20 dicembre 2020, ore 19.00 | Seattle Seahawks | 20 – 15 (3-0, 10,3, 7-0, 0-12) referto | Washington Football Team | FedExField (0 spett.)\| Arbitro: \| Adrian Hill \| |
| Arbitro:                             | Adrian Hill      |                                        |                          |                                                    |

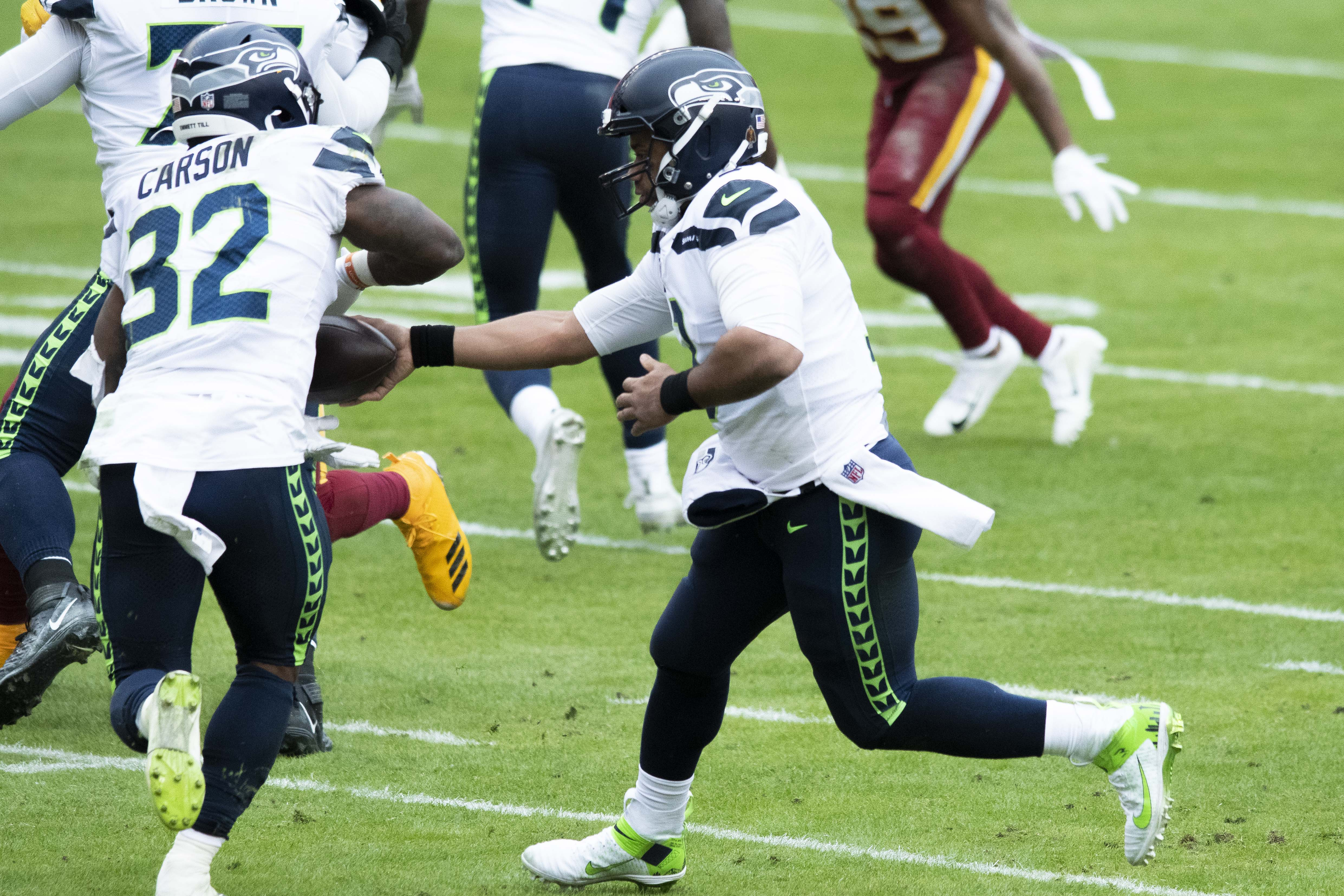
La partita contro Washington della settimana 15

Washington si presentò alla partita con il quarterback titolare Alex Smith infortunato, sostituito da Dwayne Haskins. Seattle aprì la partita con due field goal che consentirono al kicker Jason Myers di superare il record di franchigia di Olindo Mare per calci piazzati segnati consecutivamente, arrivando a quota 31. Nel secondo quarto Wilson passò il suo unico touchdown di giornata a Jacob Hollister. Dopo di esso Washington segnò gli unici tre punti suo primo tempo, chiuso sul risultato di 13-3 per gli ospiti. Nel primo drive del secondo tempo, Carlos Hyde segnò un touchdown dopo una corsa da 50 yard, la più lunga della stagione dei Seahawks. Quella che sembrava una tranquilla leadership per 20-3 invece fu minacciata dal tentativo di rimonta dei padroni che segnarono due touchdown, riportandosi sul 20-15. Nell'ultimo drive, grazie a due sack consecutivi di Carlos Dunlap e L.J. Collier, Seattle impedì a Washington di segnare il touchdown della vittoria. I Seahawks si qualificarono così matematicamente per i playoff per il terzo anno consecutivo e si riportarono in vetta alla NFC West division, complice l'inaspettata sconfitta dei Rams in casa contro i New York Jets, che erano l'unica a squadra della NFL ancora senza vittorie. Il punter Michael Dickson, che calciò quattro punt tutti nelle 20 yard avversarie, fu premiato come giocatore degli special team della NFC della settimana.

#### Settimana 16: Los Angeles Rams
| Seattle 27 dicembre 2020, ore 22.25 | Los Angeles Rams | 9 – 20 (3-0, 3-6, 0-7, 3-7) referto | Seattle Seahawks | Lumen Field (0 spett.)\| Arbitro: \| Bill Vinovich \| |
| Arbitro:                            | Bill Vinovich    |                                     |                  |                                                       |

Seattle e Los Angeles si affrontarono nel penultimo turno con in palio il titolo di division per i padroni a casa e la qualificazione ai playoff per gli ospiti. Prima della partita, K.J. Wright fu premiato con lo Steve Largent Award come membro dell'anno dei Seahawks. Nel primo tempo gli attacchi di entrambe le squadre si dimostrarono anemici, segnando solamente due field goal per parte e chiudendo sul sei pari. Nel secondo Seattle aprì le marcature con il secondo touchdown su corsa della stagione di Wilson. Nel drive successivo la difesa di Seattle bloccò i Rams sulla linea delle 1 yard su un quarto down, tornando in possesso del pallone. Los Angeles segnò poi i suoi ultimi punti con un altro field goal. L'ultimo touchdown di giornata fu un passaggio da 13 yard da Wilson a Hollister che portò il punteggio sul 20-9 finale. Seattle vinse così il suo primo titolo di division dal 2016, il quinto dell'era di Pete Carroll.

#### Settimana 17: at San Francisco 49ers
| Glendale 3 gennaio 2021, ore 22.25 | Seattle Seahawks | 26 – 23 (0-3, 3-3, 0-6, 20-14) referto | San Francisco 49ers | State Farm Stadium (0 spett.)\| Arbitro: \| Tony Corrente \| |
| Arbitro:                           | Tony Corrente    |                                        |                     |                                                              |

A causa del divieto della Contea di Santa Clara in California di praticare tutti gli sport di contatto a causa dell'aumento dei casi di COVID-19, l'ultima partita di campionato fu spostata dal Levi's Stadium allo State Farm Stadium di Arizona. I 49ers si presentarono alla partita con il terzo quarterback, C.J. Beathard. Nel primo tempo le squadre segnarono solo su field goal, chiudendo sul 6-3 per Seattle. Nel terzo quarto San Francisco si portò in vantaggio per 16-6 grazie a un touchdown di Jeff Wilson. Da quel momento partì la rimonta di Seattle che segnò due volte su ricezione con Tyler Lockett. Il touchdown della tranquillità venne con Alex Collins su una corsa da 8 yard. L'ultima marcatura dei 49ers fu un passaggio da Beathard ancora per Jeff Wilson. Seattle con la vittoria terminò con un record di 12-4, il suo migliore dalla stagione 2014, quando raggiunse il Super Bowl. Nel corso della partita furono stabiliti due primati stagionali di franchigia: D.K. Metcalf batté quello per yard ricevute (appartentente a Steve Largent) mentre Lockett quello per ricezioni (in precedenza di Doug Baldwin).

### Playoff

#### Wild card round: Los Angeles Rams
| Seattle 9 gennaio 2021, ore 22.40 | Los Angeles Rams | 30 – 20 (3-0, 17-10, 0-3, 10-7) referto | Seattle Seahawks | Lumen Field (0 spett.)\| Arbitro: \| John Hussey \| |
| Arbitro:                          | John Hussey      |                                         |                  |                                                     |

## Premi

### Pro Bowler
I Seahawks ebbero 7 giocatori convocati per il Pro Bowl nel 2020, il massimo della NFL a pari merito. L'evento tuttavia non si disputò a causa della pandemia di COVID-19.
- QB Russell Wilson, 7ª convocazione
- WR D.K. Metcalf, 1ª convocazione
- LB Bobby Wagner, 7ª convocazione
- S Quandre Diggs, 1ª convocazione
- S Jamal Adams, 3ª convocazione
- ST Nick Bellore, 1ª convocazione
- LS Tyler Ott, 1ª convocazione

### Premi settimanali e mensili
- Russell Wilson:

giocatore offensivo della NFC della settimana 1
quarterback della settimana 1
giocatore offensivo della NFC della settimana 3
quarterback della settimana 3
giocatore offensivo della NFC del mese di settembre
- Michael Dickson:

giocatore degli special team della NFC della settimana 2
giocatore degli special team della NFC della settimana 15
- Bobby Wagner:

difensore della NFC della settimana 8

## Leader della squadra
| Leader della squadra   |                            |             |
| Categoria              | Giocatore                  | N.          |
| Yard passate           | Russell Wilson             | 4.212 yard  |
| Touchdown passati      | Russell Wilson             | 40†         |
| Yard corse             | Chris Carson               | 681 yard    |
| Touchdown su corsa     | Chris Carson               | 5           |
| Ricezioni              | Tyler Lockett              | 100†        |
| Yard ricevute          | D.K. Metcalf               | 1.303 yard† |
| Touchdown su ricezione | Tyler Lockett D.K. Metcalf | 10          |
| Tackle totali          | Bobby Wagner               | 138         |
| Sack                   | Jamal Adams                | 9,5         |
| Intercetti             | Quandre Diggs              | 5           |
| Punti segnati          | Jason Myers                | 121 punti   |

† Nuovo record di franchigia